# Unac
För andra betydelser, se Unac (olika betydelser).
Unac är en flod i västra Bosnien och Hercegovina. Biflod till Una i Savas avrinningsområde.